# 吳之英故居
吳之英故居位於四川省雅安市名山縣，文物遺址年代判定為清。2012年7月16日公佈為四川省文物保護單位。吳之英故居住於四川省眉山市名山縣車嶺鎮幾安村十一社，合故居壽標廬、吳之英家族墓、吳之英紀念堂及碑林，占地面積共約1720平方米。故居壽標廬，坐北向南，清代晚期建築。該建築為三合院，正堂為歇山式穿逗木結構建築，施一步廊，門額上懸掛吳之英手書“壽標廬”匾額，通高6.1米，面闊三間13.4米，明問5米，次間4.2米，進深11米。兩側為吳之英起居室。吳之英家族墓，坐北向南，位於壽標廬後50米。由其祖父吳哲文夫婦墓、父吳銘鐘夫婦墓、吳之英夫婦墓和長子吳鑒之夫婦墓組成。吳之英紀念堂及碑林位於故居東面約1.5公里，坐西南向東北，有石刻180通，占地面積1000平方米。
吳之英(1857-1918）字伯揭，號西蒙漁〈愚）者、蒙陽漁（愚）者、老漁（愚），維新派人士、經學家、書法家、詩詞家。18歲選調成都尊經書院，與楊銳、宋育仁、廖季平並稱院中“四傑”。1911年，任四川軍政府樞密院院士。1912年，任四川國學院首席院正。1913年書寫“辛亥秋保路死事紀念碑”10個隸篆體大字。有遺著《壽標廬叢書》73卷。2009年，吳之英故居被名山縣人民政府公佈為縣級文物保護單位。